# Mitsuharu Misawa
Mitsuharu Misawa (三沢光晴, Misawa Mitsuharu) (né le 18 juin 1962 à Yūbari Préfecture de Hokkaidō et mort le 13 juin 2009 à Hiroshima, Préfecture de Hiroshima) est un catcheur (lutteur professionnel), promoteur et entraîneur de catch japonais. Il s'est fait connaître pour son travail à l'All Japan Pro Wrestling. Il débute sous son véritable nom en 1981 avant de lutter sous le nom de Tiger Mask de 1984 à 1990.
Il devient champion international des poids-lourds junior de la National Wrestling Alliance, le championnat du monde par équipe Pacific Wrestling Federation (PWF) avec Jumbo Tsuruta et le championnat par équipe All Asia avec Kenta Kobashi. Il abandonne ce gimmick en 1990 et devient quintuple champion poids-lourds Triple Crown, sextuple champion du monde par équipe AJPW avec Toshiaki Kawada à deux reprises tout comme avec Kenta Kobashi ainsi qu'une fois avec Jun Akiyama et Yoshinari Ogawa avec qui il devient une deuxième fois champion par équipe All Asia. En plus de ces championnats, il remporte les tournois Real World Tag League 1992 avec Toshiaki Kawada et les éditions 1993, 1994 et 1995 avec Kenta Kobashi ainsi que le Champion Carnival en 1995 et 1998.
Il devient président de l'AJPW après la mort de Giant Baba avant de quitter la fédération en 2000 après de multiples disputes avec Motoko Baba (la veuve de Giant Baba). Il fonde la Pro Wrestling NOAH et est entraîneur du dojo de la NOAH. Il y devient triple champion poids-lourds Global Honor Crown (GHC) et double champion par équipe GHC avec Yoshinari Ogawa ainsi que le tournoi Global Tag League en 2009 avec Gō Shiozaki. Il meurt le 13 juin 2009 d'un traumatisme de la moelle épinière après un combat.

## Jeunesse
La famille de Misawa déménage à Koshiyaga dans la Préfecture de Saitama, il devient fan de catch et a comme idole Jumbo Tsuruta,. Il compte arrêter ses études pour devenir catcheur mais un jour, il rencontre son idole qui l'en dissuade. Il étudie au Ashikaga-kodai High School à Ashikaga où il fait de la lutte. Il se distingue dans ce sport en participant aux championnats du monde de lutte en 1980 où il finit à la 5e place dans la catégorie des moins de 85 kg.

### All Japan Pro Wrestling (1981-2000)

#### Débuts sous son propre nom et tournée au Mexique (1981-1984)
Misawa rejoint le dojo de l'All Japan Pro Wrestling (AJPW) où Giant Baba, The Destroyer et Dory Funk Jr. l'entraînent. Il perd son premier combat le 21 août 1981 sur le parking du champ de course d'Urawa-ku face à Shiro Koshinaka. En 1982, le magazine Tokyo Sports le désigne Rookie de l'année. À la fin du mois de mars 1983, l'AJPW organise la Lou Thesz Cup où Misawa atteint la finale en finissant second de la phase de groupe avec cinq victoires, une égalité à la limite de temps et une défaite. Il s'incline en finale le 22 avril face à Shiro Koshinaka dans un match arbitré par Lou Thesz. Un an plus tard, il part en tournée au Mexique où il lutte sous le nom de Kamikaze Misawa puis à son retour il revêt le masque de Tiger Mask.

#### Tiger Mask (1984-1990)
C'est sous le nom de Tiger Mask qu'il commence à être populaire en remportant le championnat international des poids-lourds junior de la National Wrestling Alliance (NWA) le 31 août 1985 face à Kuniaki Kobayashi. Il affronte ensuite Dynamite Kid et Chavo Guerrero, Sr., deux lutteurs étrangers aguerris pour légitimer son statut de champion. En fin d'année, le Wrestling Observer Newsletter lui décerne plusieurs récompenses : meilleur voltigeur, match de l'année face à Kuniaki Kobayashi le 12 juin et meilleure prise pour le Tope Con Giro,,.
En 1986, il rend sa ceinture de champion international des poids-lourds junior de la NWA et passe dans la catégorie des poids-loiurds,. Le 19 avril, il accompagne Giant Baba pour participer à la Jim Crockett Sr. Memorial Cup organisé par la Mid-Atlantic Championship Wrestling (en) où il passe le second tour en se défaisant de Black Bart et Jimmy Garvin avant d'être éliminé par Magnum T.A. et Ron Garvin. Le lendemain, il est à l'American Wrestling Association et bat Buck Zumhofe. Il fait une nouvelle fois équipe avec Baba en fin d'année au cours de la Real World Tag League où ils terminent 5e ex-æquo de la phase de groupe avec Rick Martel et Tom Zenk. Pour la deuxième année consécutive, le Wrestling Observer Newsletter le désigne meilleur voltigeur de l'année.
Le 3 juillet 1987, il fait équipe avec Jumbo Tsuruta et ils deviennent champion du monde par équipe Pacific Wrestling Federation (PWF) après leur victoire sur Stan Hansen et Ted DiBiase ; ces derniers récupèrent ce titre huit jours plus tard,.
Le 2 janvier 1988, il bat Curt Hennig par décompte à l'extérieur dans un match pour le championnat du monde poids-lourds de l'American Wrestling Association,.
Il a ensuite deux défaites notables les 8 et 9 mars 1989, d'abord face à Ricky Steamboat dans un match pour le championnat du monde poids-lourds de la NWA puis face à Jumbo Tsuruta dans un match sans enjeu. Il se blesse au genou et remonte sur le ring qu'au début de l'année 1990,.
Le 9 avril 1990, il fait équipe avec Kenta Kobashi avec qui il devient champion par équipe All Asia après leur victoire sur Dan Kroffat et Doug Furnas. Quatre jours plus tard, il affronte Bret Hart et cet affrontement se conclut par une égalité après 20 minutes. Le 14 mai, il demande à Toshiaki Kawada avec qui il fait équipe de le démasquer au cours d'un combat.

#### Retour sous son véritable nom (1990-2000)
Le départ de Genichiro Tenryu, qui devient l'ambassadeur de la marque de lunettes de soleil Megane Super avant de reprendre sa carrière de catcheur et de créer la Super World of Sports, ainsi que le déclin physique de Giant Baba contraint Baba de mettre en avant Misawa. Il devient le rival de Jumbo Tsuruta et se font face dans plusieurs matchs par équipe. Le premier point d'orgue de cette rivalité a lieu le 8 juin 1990 où Misawa bat son idole dans un combat qui le fait passer du statut de mid-carder à vedette japonaise de l'AJPW,. Ce match reçoit la note de cinq étoiles dans le Wrestling Observer Newsletter et Dave Meltzer présent ce soir là déclare : « Je ne peux pas décrire à quel point ce fut génial à la fois comme un match et comme spectacle [...] Quoi qu'il en soit, je dirais que cela est une meilleure que les Flair-Steamboat de Chicago ou Nashville. ». Cette victoire fait de lui le challenger pour le championnat poids-lourds Triple Crown AJPW face à Stan Hansen où Misawa ne réussit pas à battre son adversaire mais il apparaît capable de le vaincre. Ils s'affrontent à nouveau le 1er septembre où Tsuruta prend sa revanche et devient challenger pour le champion poids-lourds Triple Crown. Leur rivalité continue avec de multiples matchs par équipe dont le point d'orgue de cette série de combat est la victoire de Misawa et Toshiaki Kawada sur Jumbo Tsuruta et Akira Taue.
La rivalité avec Tsuruta continue en 1991 avec de multiples matchs par équipe. Le 1er juin, il obtient une victoire de prestige face à l'ancien champion poids-lourds Triple Crown Terry Gordy. Avec Toshiaki Kawada il remporte le championnat du monde par équipe de l'AJPW le 24 juillet après leur victoire face à Terry Gordy et Steve Williams. Ils rendent leur titre en fin d'année car traditionnellement l'AJPW le remet aux vainqueurs du tournoi Real World Tag League. Misawa et Kawada sont second de ce tournoi mais échouent à récupérer les ceintures le 6 décembre face à Gordy et Williams qui remportent le tournoi.
Entre mars et avril 1992, Misawa participe au tournoi Champion Carnival où il termine premier du groupe A mais échoue en finale le 17 avril face à Stan Hansen.

### Pro Wrestling NOAH (2000-2009)
Après la mort du booker de la AJPW, Giant Baba, Misawa ne s'entendait pas bien avec la veuve de ce dernier, Motoko Baba. Il quitta finalement la All Japan au milieu de l’année 2000. Il se regroupe avec d'autres catcheurs légendaires (Toshiaki Kawada et Masanobu Fuchi) pour fonder la Pro Wrestling NOAH.

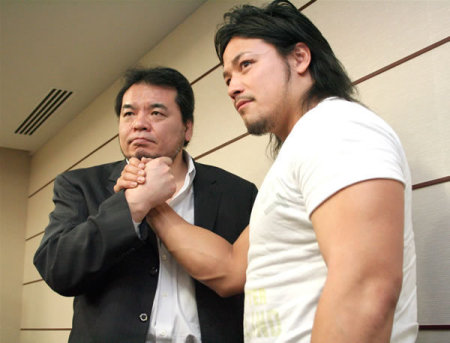
Misawa (à gauche) et Go Shiozaki en 2009.

En 2005, Misawa fut longtemps le coéquipier de Yoshinari Ogawa. Ils remportent tous les deux le GHC Tag Team Championship de la NOAH. Au Nippon Budokan, le 10 décembre 2006, il bat Naomichi Marufuji et remporte le GHC Heavyweight Championship pour la troisième fois. Il défend son titre contre le ROH World Heavyweight Champion Takeshi Morishima, Takuma Sano et Bison Smith. Il conserva de nouveau son titre le 15 juillet contre l’ancien Triple Crown et GHC World Heavyweight champion, Akira Taue. Le 27 octobre 2007, il conserve le titre contre Samoa Joe. Il fut finalement battu par Takeshi Morishima le 2 mars 2008. Misawa conserva son 3e titre pendant 16 mois.

## Mort
Le 13 juin 2009, Misawa meurt sur le ring de sa propre fédération, lors d'un match par équipe face à Bison Smith et Akitoshi Saito. Après 15 minutes de combat, Saito porte un Belly to back suplex, Misawa retombe durement sur la tête. Il est ensuite transporté d'urgence à l'hôpital mais meurt pendant le trajet, à 22 h 10. La cause officielle du décès est un traumatisme de la moelle épinière.

## Style de catch
De par son passé de lutteur, Misawa est un catcheur technique. Son passage au Mexique au début des années 1980 lui permet d'apprendre certaines techniques aériennes de catch basiques. Au cours de sa carrière, il invente deux prises : le Tiger Driver 91 qui est une variante de piledriver où l'attaquant saisit les deux bras de son adversaire au niveau du coude de le soulever et de le faire tomber au sol sur la nuque. La seconde prise est l'Emerald Flowsion, une variante de powerslam où son ennemi tombe sur le cou et les épaules. Dans les années 2000, sa condition physique commence à se détériorer mais il garde le même style assez brutal et au cours de ses combats il continue d'encaisser les bumps jusqu'à celui qui lui est fatal le 13 juin 2009.

## Palmarès
- All Japan Pro Wrestling
  - 2 fois AJPW All Asia Tag Team Champion (1 fois avec Kenta Kobashi et 1 fois avec Yoshinari Ogawa)
  - 5 fois AJPW Triple Crown Champion
  - 6 fois champion du monde par équipe de l'AJPW (2 fois avec Toshiaki Kawada, 2 fois avec Kenta Kobashi, 1 fois avec Jun Akiyama et 1 fois avec Yoshinari Ogawa)[30]
  - 1 fois champion international poids-lourds junior de la National Wrestling Alliance[12]
  - 1 fois PWF Tag Team Champion (avec Jumbo Tsuruta)
  - Vainqueur du Champion's Carnival en 1995 et en 1998
  - Vainqueur du World's Strongest Tag Team League 1992 (avec Toshiaki Kawada), en 1993 (avec Kenta Kobashi), en 1994 (avec Kenta Kobashi) et en 1995 (avec Kenta Kobashi)

- Pro Wrestling NOAH
  - 3 fois GHC Heavyweight Championship
  - 2 fois GHC Tag Team Championship (avec Yoshinari Ogawa)

## Récompenses des magazines
- Pro Wrestling Illustrated (PWI)

| Année | 1991 | 1992 | 1993 | 1994 | 1995 | 1996 | 1997 | 1998 | 1999 | 2000 | 2001 | 2002 | 2003 | 2004 | 2005 | 2006 | 2007 | 2008 |
| ----- | ---- | ---- | ---- | ---- | ---- | ---- | ---- | ---- | ---- | ---- | ---- | ---- | ---- | ---- | ---- | ---- | ---- | ---- |
| Rang  | 187  | 205  | 92   | 29   | 10   | 28   | 2    | 3    | 3    | 14   | 8    | 18   | 82   | 143  | 42   | 88   | 16   | 87   |

- Tokyo Sports
  - Rookie de l'année 1982[37]
  - Prix du Fighting Spirit 1985[37]
  - Prix de la performance 1990 et 1997[38]
  - Meilleure équipe avec Toshiaki Kawada en 1991 puis avec Kenta Kobashi en 1993 et 1994[38]
  - Most Valuable Player en 2007[39]

- Wrestling Observer Newsletter Awards
  - Meilleur voltigeur de l'année 1985 et 1986 (sous le nom de Tiger Mask)[9]
  - Prise de catch de l'année Tope Con Giro[11]
  - Rivalité de l'année en 1990 et en 1991 (vs. Jumbo Tsuruta)
  - Match de l'année en 1985 (vs. Kuniaki Kobayashi), en 1996 (avec Jun Akiyama vs. Steve Williams et Johnny Ace), en 1998 (vs. Kenta Kobashi), en 1999 (vs. Kenta Kobashi) et en 2003 (vs. Kenta Kobashi)[10]
  - Catcheur le plus impressionnant en 1997 et en 1999
  - Catcheur le plus sous-estimé en 1988
  - Équipe de l'année en 1991 (avec Toshiaki Kawada), en 1995 (avec Kenta Kobashi), en 1996 (avec Jun Akiyama), en 1997 (avec Jun Akiyama)
  - Catcheur de l'année en 1995, en 1997 et en 1999
  - Membre du Wrestling Observer Hall of Fame (introduit en 1996)

| #  | Résultat                      | Adversaire(s)                 | Évènement                                  | Date            | Durée | Lieu                            | Notes |
| -- | ----------------------------- | ----------------------------- | ------------------------------------------ | --------------- | ----- | ------------------------------- | --- |
| 14 | Défaite                       | Kenta Kobashi                 | NOAH Navigate for Evolution 2003 - Day 9   | 1er mars 2003   | 33:28 | Budokan Hall, Tokyo, Japon      | Il perd le championnat poids-lourds Global Honored Crowned.                                                                                                   |
| 13 | Victoire                      | Kenta Kobashi                 | AJPW Super Power Series 1999 - Day 14      | 11 juin 1999    | 43:40 | Budokan Hall, Tokyo, Japon      | Il défend avec succès le championnat poids-lourds Triple Crow AJPW                                                                                            |
| 12 | Victoire                      | Kenta Kobashi                 | AJPW 26th Anniversary Show                 | 31 octobre 1998 | 43:22 | Budokan Hall, Tokyo, Japon      | Misawa devient champion poids-lourds Triple Crow AJPW pour la 4e fois.                                                                                        |
| 11 | Défaite                       | Akira Taue et Toshiaki Kawada | AJPW Real World Tag League 1997 - Day 15   | 5 décembre 1997 | 30:52 | Budokan Hall, Tokyo, Japon      | Il fait équipe avec Jun Akiyama. Ce match est la finale du tournoi Real World Tag League 1997.                                                                |
| 10 | Victoire                      | Toshiaki Kawada               | AJPW Super Power Series 1997 - Day 16      | 6 juin 1997     | 31:22 | Budokan Hall, Tokyo, Japon      | Il défend avec succès le championnat poids-lourds Triple Crow AJPW.                                                                                           |
| 9  | Défaite                       | Akira Taue et Toshiaki Kawada | AJPW Real World Tag League 1996 - Day 16   | 6 décembre 1996 | 31:37 | Budokan Hall, Tokyo, Japon      | Il fait équipe avec Jun Akiyama en finale du tournoi Real World Tag League 1996.                                                                              |
| 8  | Victoire                      | Johnny Ace et Steve Williams  | AJPW Super Power Series 1996 - Day 15      | 7 juin 1996     | 30:09 | Budokan Hall, Tokyo, Japon      | Il fait équipe avec Jun Akiyama et défendent avec succès le championnat du monde par équipe AJPW.                                                             |
| 7  | Défaite                       | Akira Taue et Toshiaki Kawada | AJPW Super Power Series 1995 - Day 15      | 9 juin 1995     | 42:37 | Budokan Hall, Tokyo, Japon      | Il fait équipe avec Kenta Kobashi avec qui il perd le titre de champion du monde par équipe AJPW.                                                             |
| 6  | Victoire                      | Akira Taue                    | AJPW Champion Carnival 1995 - Day 19       | 15 avril 1995   | 27:03 | Budokan Hall, Tokyo, Japon      | En finale du tournoi Champion Carnival 1995 |
| 5  | Victoire                      | Johnny Ace et Steve Williams  | AJPW Excite Series 1995 - Day 12           | 4 mars 1995     | 36:07 | Budokan Hall, Tokyo, Japon      | Il fait équipe avec Kenta Kobashi et ils conservent leur titre de champion du monde par équipe AJPW.                                                          |
| 4  | Victoire                      | Toshiaki Kawada               | AJPW Super Power Series 1994 - Day 16      | 3 juin 1994     | 35:30 | Budokan Hall, Tokyo, Japon      | Il défend avec succès le championnat poids-lourds Triple Crow AJPW.                                                                                           |
| 3  | Victoire                      | Akira Taue et Toshiaki Kawada | AJPW Real World Tag League 1993 - Day 18   | 3 décembre 1993 | 23:24 | Budokan Hall, Tokyo, Japon      | Il fait équipe avec Kenta Kobashi avec qui il remporte le tournoi Real World Tag League 1993 et le championnat du monde par équipe AJPW qui est alors vacant. |
| 2  | Victoire                      | Jumbo Tsuruta                 | AJPW Summer Action Series II 1990 - Day 12 | 8 juin 1990     | 24:06 | Budokan Hall, Tokyo, Japon      | Grâce à cette victoire il devient challenger pour le championnat poids-lourds Triple Crow AJPW.                                                               |
| 1  | Double décompte à l'extérieur | Kuniaki Kobayashi             | AJPW 85 Gekitoh! Exciting Wars - Day 14    | 9 mars 1985     | 11:22 | Ryōgoku Kokugikan, Tokyo, Japon | Dans un match sans enjeu. |